# Земская почта Нолинского уезда
Зе́мская по́чта Ноли́нского уе́зда — земская почта, организованная земской управой Нолинского уезда Вятской губернии. Земская почта Нолинского уезда существовала с 1867 года по 1918 год. В уезде выпускались собственные земские почтовые марки.

## История почты
Нолинская уездная земская почта была открыта в 1867 году. Почтовые отправления отправлялись из уездного центра (города Нолинска) в волостные правления уезда дважды в неделю. В 1871—1880 годах пересылка частных почтовых отправлений оплачивалась земскими почтовыми марками.
С 1880 года пересылка почтовых отправлений стала бесплатной. Взимание платы за пересылку возобновилось в 1910—1917 годах.
В начале сентября 1918 года Нолинская уездная земская почта была закрыта.

## Выпуски марок

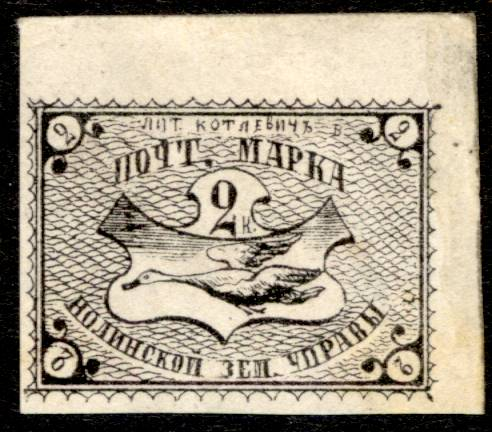
Земская марка Нолинского уезда 1876 г.

Номинал земских почтовых марок для оплаты пересылки частных почтовых отправлений в 1871—1880 годах был 2 копейки. Известны фальсификаты марок Нолинской уездной земской почты. Марки первых выпусков печатались на цветной глянцевой бумаге, и только марки выпуска 1876 года были на белой бумаге.
В связи с возобновлением взимания платы в 1910—1917 годах выпускались земские почтовые марки номиналом 1, 2, 3, 5 и 6 копеек. Печать марок производилась в уездной типографии и в частной типографии в Санкт-Петербурге. На марках номиналом 1, 3 и 5 копеек 1915 года выпуска был изображён летящий лебедь. Марки печатались с двух сторон листа.

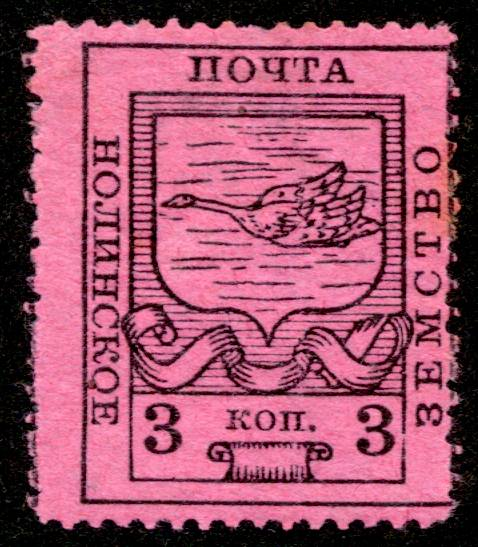
Земская марка Нолинского уезда 1915 г.

Предположительно в первой половине 1918 года в связи с изменением земских почтовых тарифов на марках Нолинской уездной земской почты номиналом 1, 2, 3 и 5 копеек были вручную сделаны надпечатки чёрного или фиолетового цвета новых номиналов 10, 15, 25, 30 и 50 копеек.

## Гашение марок
Марки гасились чернилами (перечёркиванием), а также круглыми и овальными штемпелями.